# Фен ТВ
„Фен ТВ“ е български телевизионен канал, излъчващ основно попфолк музика, който стартира на 12 ноември 2003 г. с песента „Мой роден край“ на Николина Чакърдъкова. Собственост е на фирма „Фен Ти Ви“ ООД, която притежава и „Balkanika Music Television“. От началото на 2013 г. започва да излъчва в HD качество.

## Разпространение
Фен ТВ разпространява сигнал чрез спътника Hellas Sat 2.

### Технически параметри на телевизия ФЕН ТВ
- Сателит: Hellas Sat 2
- Transponder: 20
- Orbital Position: 39° East
- Downlink Frequency: 12565
- Downlink Polarization: Horizontal
- Symbol rate: 30 Mbaud
- FEC: 7/8
- SID: 121
- VPID: 640
- APID: 641